# Чижапка
Чижапка — річка в Росії, права притока Васюгана (басейн Обі), тече у Томській області.
Чижапка бере початок у Васюганських болотах на південному заході Томської області. Від витіку тече по Васюганській рівнині на північний схід і північ спочатку по Парабельському, потім по Каргасокському районам Томської області, приймаючи до себе води численних правих приток. Зливається з Васюганом біля села Усть-Чижапка. 
Довжина річки 511 км, площа басейну 13 800 км². Середньорічний стік, виміряний за 24 км від гирла, становить 85,5 м³/c. Живлення мішане з переважанням снігового. Замерзає наприкінці жовтня — початку листопада, скресає наприкінці квітня — у травні. Повінь з травня по липень.
Переважна більшість приток впадає у Чижапку зліва; найбільші з них — Чагва, Тамирсат, Єкильчак і Салат.
Чижапка судноплавна на 108 км від гирла, але транспортний рух по ній за теперішнього часу не відбувається.
Населенні пункти на річці: Колганак, Невольканак, Усть-Чурулька, Салат; біля гирла — Усть-Чижапка.